# Финляндия на зимних Олимпийских играх 1928
На Зимних Олимпийских играх 1928 года Финляндию представляло 18 спортсменов (17 мужчин и 1 женщина), выступивших в 5 видах спорта. Они завоевали 1 золотых, 1 серебряную и 1 бронзовую медали, что вывело финскую сборную на 4-е место в неофициальном командном зачёте. Кроме того, финская команда заняла 2-е место в соревнованиях военных патрулей, которые на этот раз были демонстрационным видом.

## Медалисты
| Медаль  | Спортсмен      | Вид спорта         | Дисциплина      |
| ------- | -------------- | ------------------ | --------------- |
| Золото  | Клас Тунберг   | Конькобежный спорт | Мужчины, 500 м  |
| Золото  | Клас Тунберг   | Конькобежный спорт | Мужчины, 1500 м |
| Серебро | Юлиус Скутнабб | Конькобежный спорт | Мужчины, 5000 м |
| Бронза  | Яакко Фриман   | Конькобежный спорт | Мужчины, 500 м  |